# ABBA: Thank You for the Music, An All-Star Tribute
ABBA: Thank You for the Music, An All-Star Tribute é um especial televisivo estadunidense-britânico, sendo um tributo à banda sueca de música pop ABBA, programado para ser lançado em 2021 na NBC e na BBC One.

## Premissa
O especial contará com a participação dos membros do ABBA: Agnetha Fältskog, Björn Ulvaeus, Benny Andersson e Anni-Frid Lyngstad, e uma performance de sua nova canção, "I Still Have Faith in You", feita por seus avatares digitais. O tributo também incluirá apresentações de vários artistas musicais cantando canções do ABBA, como "Dancing Queen", "Mamma Mia", "The Winner Takes It All", e "Take a Chance on Me".

## Produção
Em 27 de abril de 2018, foi anunciado que a NBC e a BBC estavam co-produzindo um especial televisivo tributo à banda sueca ABBA. O especial deve contar com Johan Renck como diretor e produtor, e Simon Fuller como produtor executivo. As empresas de produção envolvidas com o especial incluem a XIX Entertainment, de Fuller. Em 4 de maio de 2018, foi anunciado que o especial havia ganho o título de ABBA: Thank You for the Music, An All-Star Tribute.
Em 18 de setembro de 2018, Björn Ulvaeus revelou que o especial havia sido adiado até 2019 devido à contínua produção das duas novas canções da banda, "I Still Have Faith in You" and "Don't Shut Me Down".